# Alses
L'Alses est une rivière du Sud de la France, dans le département de l'Ariège, en région Occitanie et un affluent de l'Ariège donc un sous-affluent du fleuve la Garonne. Elle a donné son nom à l'important viaduc qui l'enjambe sur la commune d'Arabaux près de Foix.

## Géographie

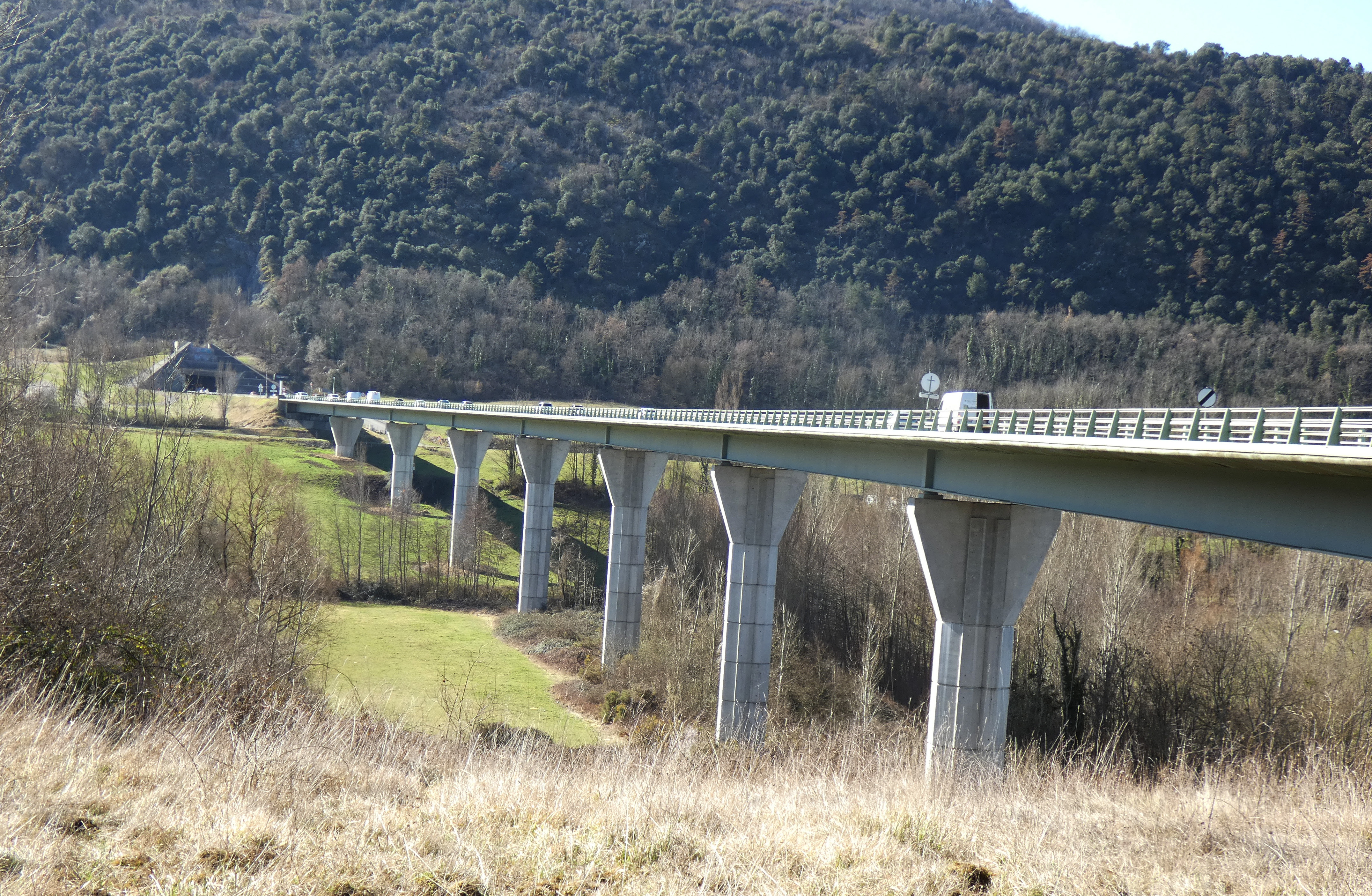
L'Alses a donné son nom au viaduc qui l'enjambe, supportant la RN 20 et conduisant à l'entrée nord du tunnel de Foix.

De 11,8 km de longueur, l'Alses prend sa source dans les Pyrénées dans le Ariège commune de Roquefort-les-Cascades sous le nom de ruisseau de la Prade, à 547 m d'altitude. Il se dirige globalement de l'est vers l'ouest.
Sur la commune d'Arabaux, le viaduc de l'Alses supportant la RN20 /E9 enjambe la rivière.
L'Alses se jette dans l'Ariège en rive droite sur la commune de Foix, et en aval, près du lieu-dit les Ruines du Castéla, à 353 m d'altitude.

### Communes et cantons traversés
Dans le seul département de l'Ariège, l'Alses traverse les cinq communes de Roquefort-les-Cascades (source), L'Herm, Pradières, Arabaux, Foix (confluence).
Soit en termes de cantons, l'Alses prend source dans le canton du Pays d'Olmes, traverse le canton du Val d'Ariège et conflue dans le canton de Foix dans les arrondissements de Pamiers et de Foix.

### Bassin versant
L'Alses traverse une seule zone hydrographique « L'Ariège du confluent de l'Arget au confluent du Vernajoul (Fajal) inclus » (O130) de 1 514 km2 de superficie. Ce bassin versant est constitué à 89,92 % de « forêts et milieux semi-naturels », à 89,92 % de « forêts et milieux semi-naturels », à 89,92 % de « forêts et milieux semi-naturels », à 89,92 % de « forêts et milieux semi-naturels ».

## Affluents
L'Alses a deux affluents contributeurs référencés :
- Ruisseau de Baragne (rg[note 1]), 3,2 km, sur la seule commune de L'Herm ;
- ? rg, 2,9 km sur la seule commune de Pradières.

### Rang de Strahler
Donc le rang de Strahler de l'Alses est de deux.